# Cinema

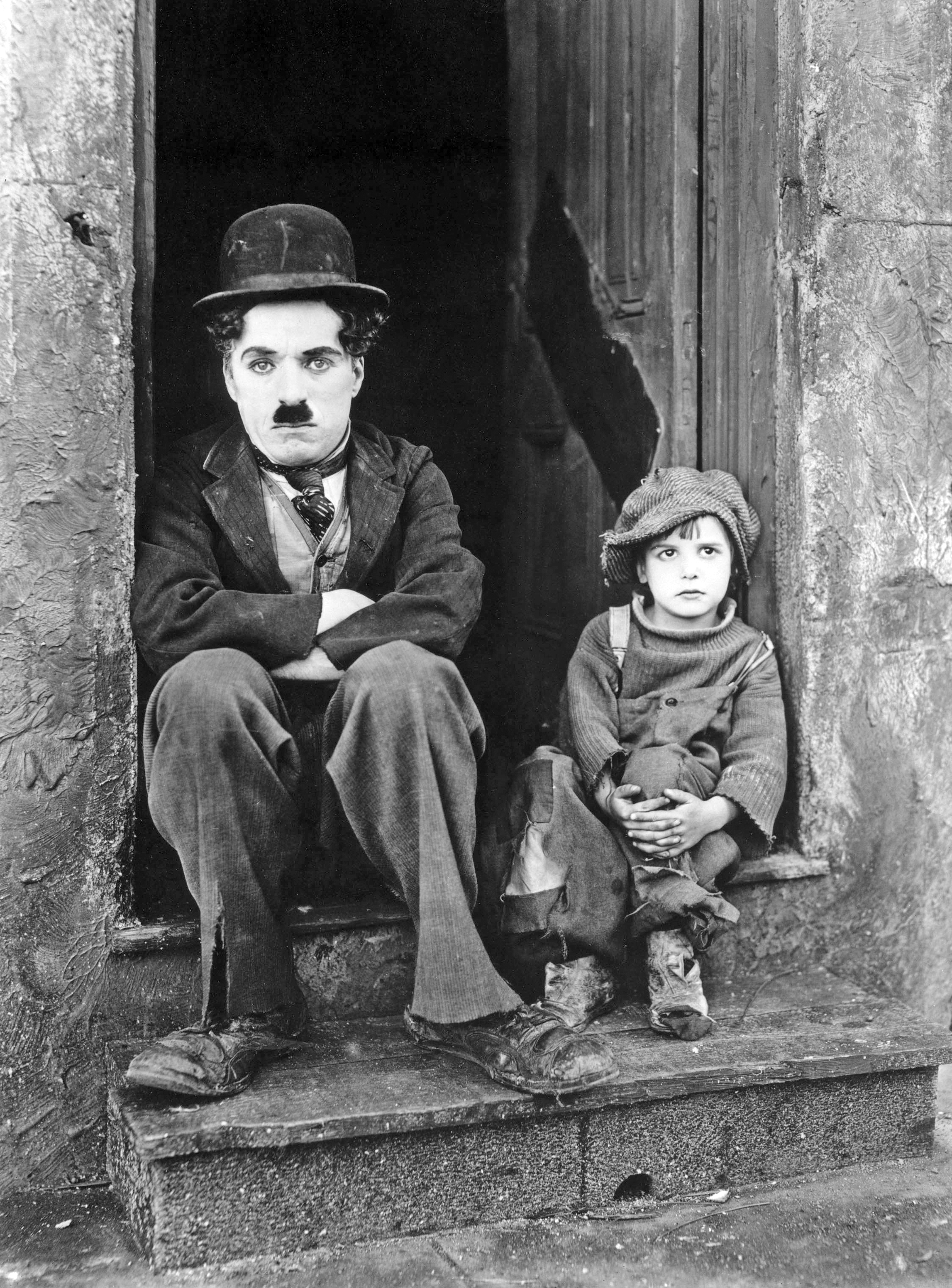
Charlie Chaplin e Jackie Coogan nel film The Kid uscito nel 1921, lo stesso anno in cui il critico Ricciotto Canudo definì il cinema come "settima arte"

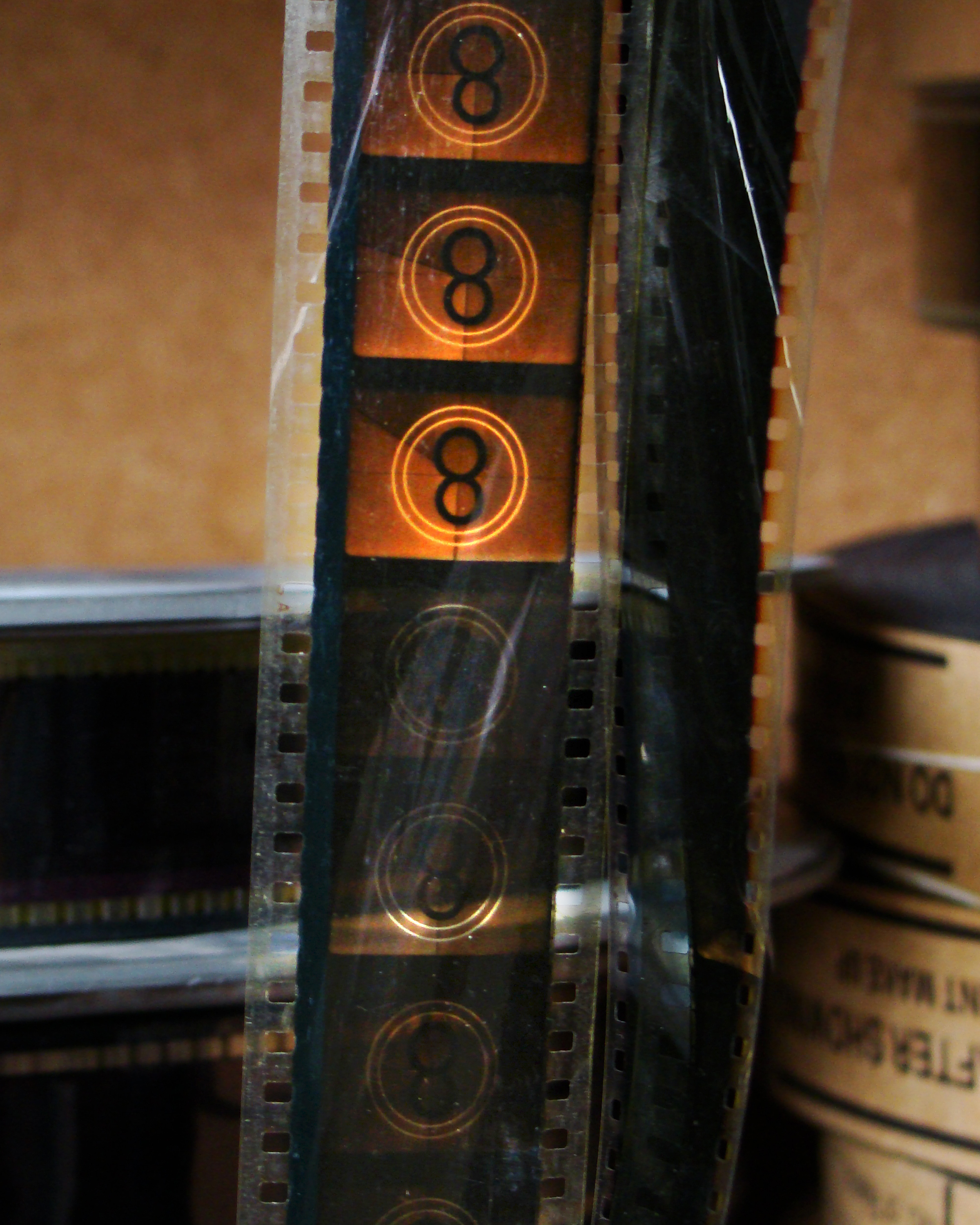
Uno spezzone della pellicola cinematografica

Il cinema o cinematografia (dal greco antico κίνημα, -τος?, kínēma, -tos, " movimento" e γραφή, graphḗ, "scrittura") è l'insieme delle arti, delle tecniche e delle attività industriali e distributive che producono come risultato commerciale un film. Nella sua accezione più ampia la cinematografia è l'insieme dei film che, nel loro complesso, rappresentano un'espressione artistica che spazia dalla fantasia, all'informazione, alla divulgazione del sapere.
La cinematografia viene anche definita come la settima arte, secondo la definizione coniata dal critico Ricciotto Canudo nel 1921, quando pubblicò il manifesto La nascita della settima arte, prevedendo che la cinematografia avrebbe unito in sintesi l'estensione dello spazio e la dimensione del tempo. Fin dalle origini, la cinematografia ha abbracciato il filone della narrativa, diventando la forma più diffusa e seguita di racconto.
Fernando Puma, nel suo libro 7 arts, preferisce lasciare, in modo classico, il Teatro quale forma d'arte legata alle Muse  dell'Antica Grecia al posto del collegamento moderno con il Cinema.. Béla Balázs focalizza ancora il linguaggio cinematografico: «sotto i nostri occhi (...) si è formata una nuova tecnica del vedere e del mostrare, (...) importantissima anche per il solo fatto che essa, per la prima volta nella storia, non è monopolio di "élites"».
Sulla mitizzazione di certi film, che invece necessiterebbero di una revisione continua, è stato scritto che «lo stesso Pavese, così legato alle suggestioni del mito, ammoniva tuttavia che non bisogna conservarlo nella bambagia».

## Storia del cinema

### La nascita del cinema

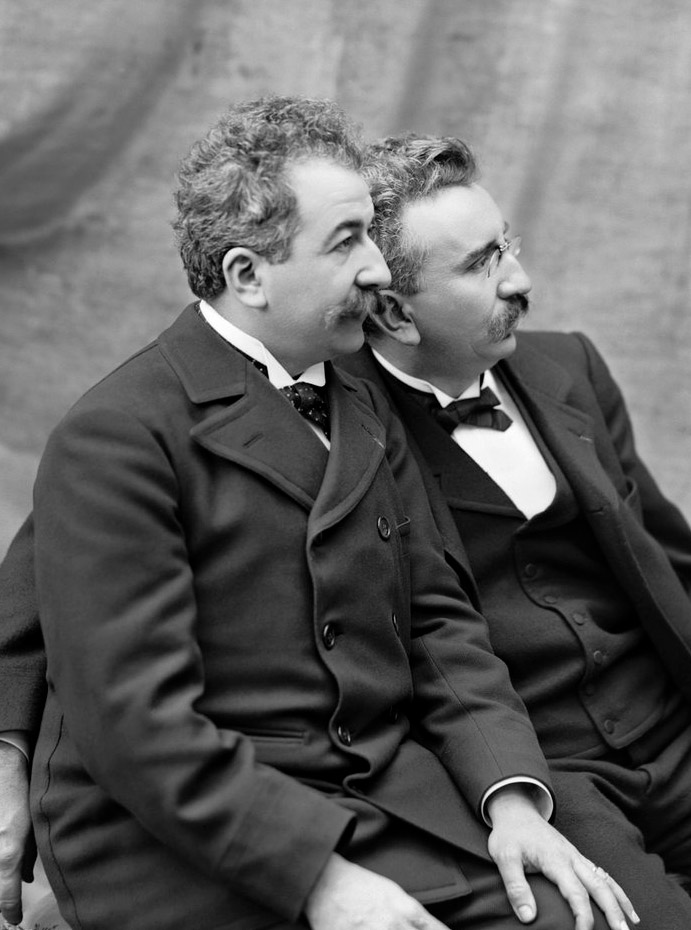
I fratelli Louis e Auguste Lumière

L'invenzione della pellicola cinematografica risale al 1895 ad opera di George Eastman, mentre la prima ripresa cinematografica è ritenuta essere Man Walking Around a Corner, cortometraggio di 3 secondi, realizzato il 18 agosto 1887 da Louis Aimé Augustin Le Prince.
La cinematografia in senso stretto, intesa come proiezione in sala di una pellicola stampata di fronte ad un pubblico pagante, nasce invece il 28 dicembre 1895, grazie ad un'invenzione dei fratelli Louis e Auguste Lumière, i quali mostrarono per la prima volta, al pubblico del Salon indien du Grand Café del Boulevard de Capucines a Parigi, un apparecchio da loro brevettato, chiamato cinématographe. Tale apparecchio era in grado di proiettare su uno schermo bianco una sequenza di immagini distinte, impresse su una pellicola stampata con un processo fotografico, in modo da creare l'effetto del movimento.
Già nel 1889 Thomas Edison aveva realizzato una cinepresa (detta Kinetograph) ed una macchina da visione (Kinetoscopio): la prima era destinata a scattare in rapida successione una serie di fotografie su una pellicola 35 millimetri; la seconda consentiva, ad un solo spettatore per volta, di osservare tramite un visore l'alternanza delle immagini impresse sulla pellicola. Ma è ai fratelli Lumière che si deve l'idea di proiettare la pellicola, così da consentire la visione dello spettacolo ad una moltitudine di spettatori.
Essi tuttavia non intuirono il potenziale di questo strumento come mezzo per fare spettacolo, considerandolo esclusivamente a fini documentaristici. La locazione delle apparecchiature determinò la nascita di molte imitazioni. Nello stesso periodo, Edison (negli USA) iniziò un'aspra battaglia giudiziaria per impedire l'uso, sul territorio americano, degli apparecchi francesi, rivendicando il diritto esclusivo all'uso dell'invenzione.
Dopo circa 500 cause in tribunale, il mercato sarà comunque liberalizzato. Nel 1900 i fratelli Lumière cedettero i diritti di sfruttamento della loro invenzione a Charles Pathé. Il cinematografo si diffuse così immediatamente in Europa e poi nel resto del mondo.
Nel frattempo il cinema registrò alcuni clamorosi successi di pubblico: The Great Train Robbery (1903) dell'americano Edwin Porter spopolò in tutti gli Stati Uniti, mentre il Viaggio nella luna (1902) del francese Georges Méliès, padre del cinema di finzione, ebbe un successo planetario (compresi i primi problemi con la pirateria). Vennero sperimentati i primi effetti speciali prettamente "cinematografici", cioè i trucchi di montaggio (da Méliès, che faceva apparire e sparire personaggi, oggetti e sfondi), le sovrimpressioni (dai registi della scuola di Brighton, ripreso dalla fotografia), lo scatto singolo (dallo spagnolo Segundo de Chomón, per animare i semplici oggetti), ecc. Si delinearono inoltre le prime tecniche rudimentali del linguaggio cinematografico: la soggettiva (George Albert Smith), il montaggio lineare (James Williamson), il raccordo sull'asse, i movimenti di camera.

## Descrizione

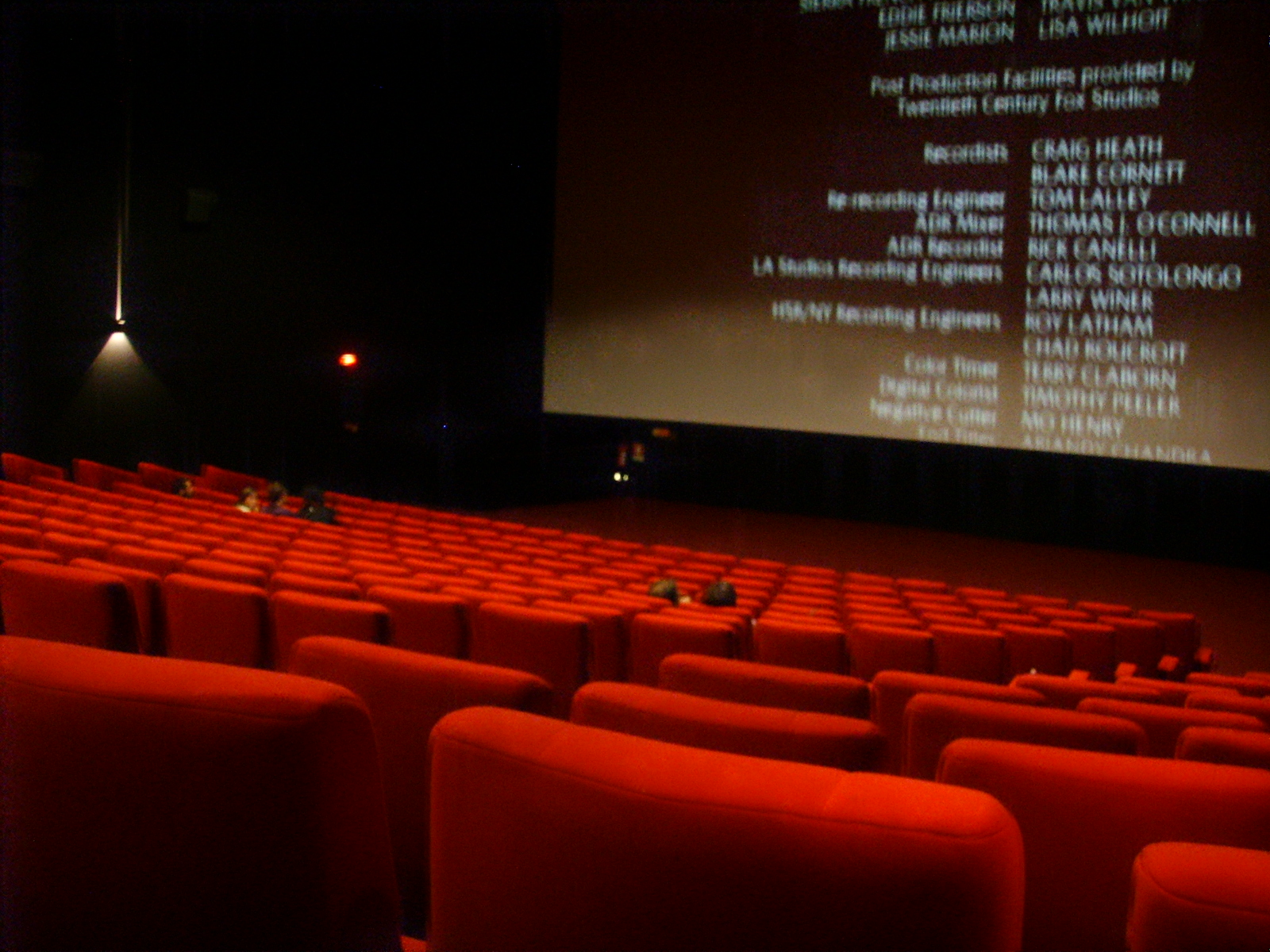
L'interno di una sala cinematografica mentre sullo schermo scorrono i titoli di coda del film

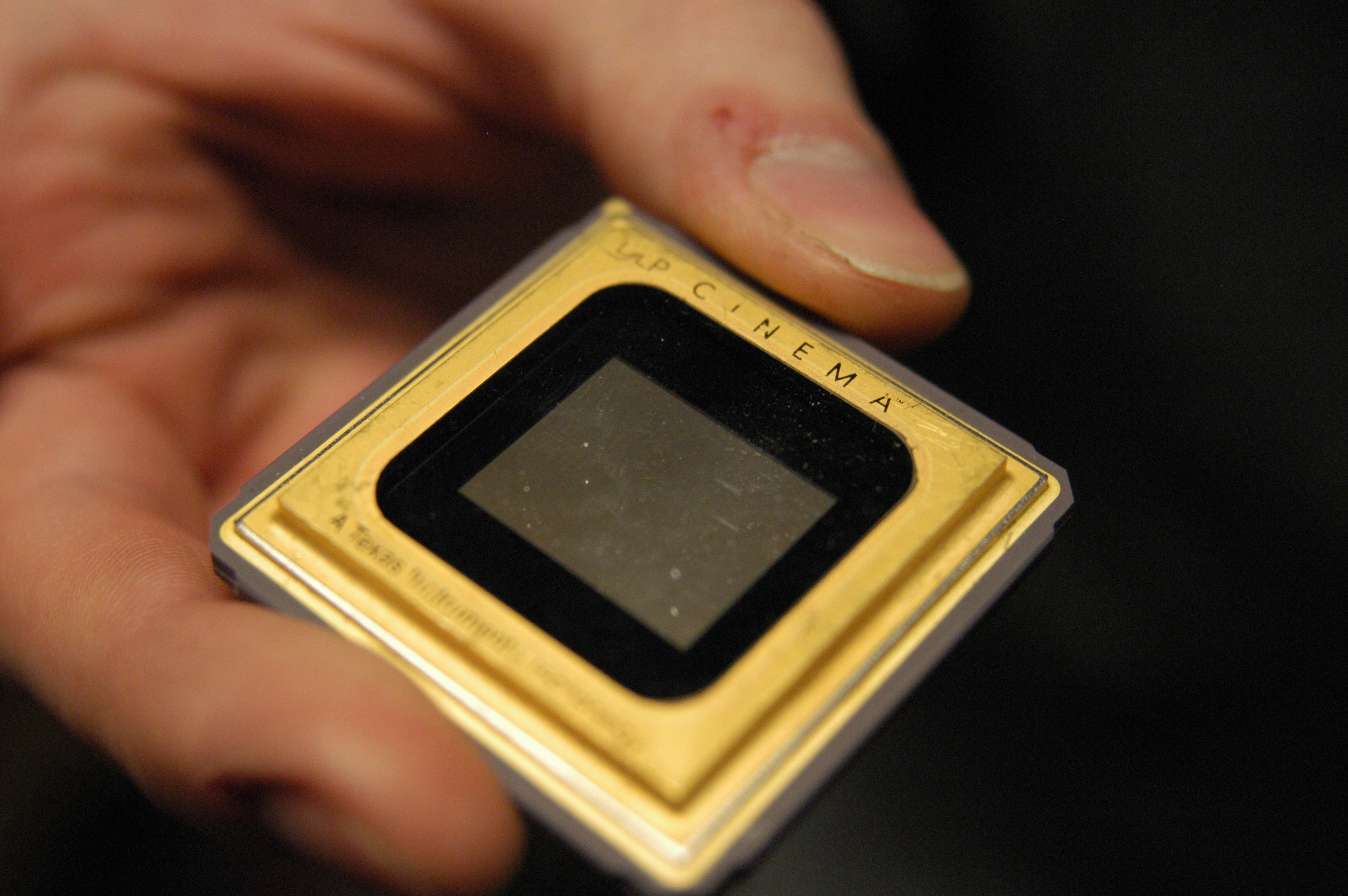
Un dispositivo elettronico del tipo Digital Light Processing del 2003 utilizzato nei proiettori digitali

L'arte del cinema è caratterizzata da uno spettacolo proposto al pubblico sotto la forma di un film, vale a dire la registrazione di una recita di finzione, denominata film a soggetto, il quale secondo la sua durata può essere suddiviso in cortometraggio (di durata fino a 30 minuti), mediometraggio (di durata superiore a 30, ma inferiore a 60 minuti) e il più diffuso lungometraggio (di durata pari o superiore all'ora di proiezione) in forma di commedia o dramma, del tutto identica alla rappresentazione teatrale ma girata, in parte o interamente, in uno studio cinematografico oppure in esterni (definiti anche "location" secondo il termine moderno); oppure il film documentario, basato sull'osservazione della realtà.
Entrambi sono veicolati da un tramite, che può essere la pellicola flessibile (formata dapprima dalla celluloide, poi dal triacetato di cellulosa e infine dal polietilene tereftalato), quindi dal nastro a banda magnetica e infine, con l'avvento del cinema digitale, del processo della digitalizzazione, attraverso il quale immagini e suoni del film vengono convertiti in dati informatici da diffondere in contenuti digitali su un supporto fisico oppure, attraverso internet, su quello virtuale. Tutti questi sistemi hanno come fine ultimo quello di venire letti e codificati da un meccanismo continuo e intermittente, più o meno sofisticato, che crea l'illusione ottica di un'immagine in movimento.
La divulgazione al pubblico di tale spettacolo registrato, che si differenzia perciò da tutte le altre arti performative, in origine era costituita da un'illuminazione attraverso un supporto ottico, dapprima rudimentale e poi sempre più perfezionato: giochi di specchi, lenti ottiche, proiezione di fasci luminosi su schermi trasparenti od opachi, arrivando fino alla diffusione del segnale digitale sui televisori di ultima generazione, senza lo schermo a tubo catodico, dotati di schermo al plasma o dal display a cristalli liquidi, fino al recente televisore che supporta la visione tridimensionale, che però deve ancora esprimere compiutamente tutta la sua potenzialità, essendo tale tecnologia ancora agli inizi e piuttosto costosa.
Il fenomeno della persistenza delle immagini sulla retina consente allo spettatore di avere l'illusione ottica delle immagini in movimento. Tale fenomeno consente all'occhio di percepire come un fascio luminoso continuo ciò che, al contrario, è una rapida sequenza di lampi. Nel cinema professionale attuale sono 48 al secondo, pari a 24 fotogrammi al secondo, vale a dire che ogni fotogramma viene illuminato due volte. L'illusione del movimento è invece opera del cervello il quale, secondo meccanismi non ancora del tutto chiariti, riesce ad assemblare la molteplicità delle immagini che vengono trasmesse in modo unitario, creando da sé medesimo l'illusione che tali immagini siano in movimento. Secondo alcuni studi, la percezione del movimento si avrebbe già con sole sei immagini al secondo, anche se la fluidità dell'azione risulta molto scarsa. I primi film durante l'era del cinema muto venivano girati a circa 16 fotogrammi al secondo; lo standard dei 24 fotogrammi fu codificato solo con l'avvento del cinema sonoro, onde ottenere una velocità lineare della pellicola sufficiente per una dignitosa resa sonora della traccia.
Nel senso originale, il cinema è la proiezione al pubblico di un film su uno schermo qualsiasi. Sin dalle origini, avveniva attraverso il proiettore in una sala cinematografica appositamente attrezzata, al chiuso durante le stagioni invernali e all'aperto durante le sessioni estive, nei nostrani Politeama, che avevano posti a sedere regolamentari, oppure nei Drive-in, diffusi negli Stati Uniti d'America dal 1921, ma diventati largamente popolari sin dagli anni cinquanta. Tali particolari sale all'aperto (il termine Drive-In, tradotto letteralmente, significa "Guida-Dentro") consistevano in proiezioni di film dove si assisteva seduti nell'automobile, sistemandosi su apposite piazzole allestite di fronte allo schermo, con a lato gli altoparlanti per l'audio: in alcuni casi la colonna sonora del film veniva trasmessa su frequenze radiofoniche in modulazione di frequenza, su cui ci si poteva sintonizzare con l'impianto stereofonico della vettura. Con il declino della sala cinematografica, la fruizione del film viene veicolata da supporti analogici (la videocassetta nei formati Betamax e VHS, utilizzata dal 1975 al 1998) o digitali (il DVD, commercializzato dal 1999, e il Blu-Ray Disc, commercializzato dal 2009) sullo schermo televisivo.
Molto presto, a partire da Charles-Émile Reynaud nel 1892, i creatori dei film compresero che lo spettacolo proiettato migliorava sensibilmente aggiungendo come accompagnamento una musica suonata dal vivo, composta appositamente per costruire l'atmosfera della storia narrata, mettendo in evidenza ogni azione rappresentata. Si aggiungono molto rapidamente dei rumori di scena, causati da un assistente nel corso di ogni proiezione, e quindi un commento alle azioni che si svolgono sullo schermo da parte di un imbonitore presente in sala. Dalla sua invenzione, il cinema è diventato nel corso del tempo una cultura popolare, un intrattenimento, un'industria, un mezzo di comunicazione di massa e un mezzo di espressione artistica. Può essere inoltre utilizzato a fini pubblicitari, propagandistici, pedagogici oppure per la ricerca scientifica.
Il termine originale francese, Cinéma, è l'apocope di Cinématographe (dal greco antico κίνημα / kínēma, "movimento" e γράφειν / gráphein, "scrivere" dunque "scrivere in movimento"), il nome dato da Léon Bouly nel 1892 al suo apparecchio di proiezione, un "dispositivo reversibile della fotografia e ottica per l'analisi e la sintesi delle proposte", del quale depositò il brevetto, ma che non riuscì mai a far funzionare. I fratelli Lumière ripresero questo appellativo. Il padre, Antoine Lumière, avrebbe preferito che l'apparecchio inventato dai suoi figli venisse denominato Domitor, ma Louis e Auguste preferirono utilizzare il termine Cinématographe per definire con più efficacia la dinamica legata alle immagini da loro realizzate. Tuttavia, il termine di Antoine ritornò in auge nel 1985, quando in Francia l'"Associazione Internazionale per lo sviluppo e la ricerca sul cinema delle origini" venne soprannominata con un po' di umorismo Domitor. La parola cinema è polisemica: può designare l'arte filmica o le tecniche di ripresa dei filmati animati e la loro presentazione al pubblico; o ancora, per metonimia, la sala nella quale i film vengono mostrati. È in quest'ultimo senso che il termine viene solitamente abbreviato a livello mondiale come "Cine".
Il riferimento allo schermo di proiezione ha suggerito agli spettatori diverse espressioni legate al linguaggio cinematografico: quelle oggettive, come ad esempio la "messa in quadro" per la ripresa di oggetti e persone in movimento; e, alla stessa maniera, soggettive, come "per fare il suo cinema" (sognare di essere un realizzatore di film mentre lo si guarda può apparire un po' troppo ottimista o addirittura patologico), "questo è il cinema" (affermazione che può apparire esagerata o menzognera) poiché sempre diverse sono le reazioni che il pubblico prova nel guardare una pellicola, a riprova della grande forza evocatrice di un film. In ogni caso, va ricordato che l'illusione ottica di un'immagine in movimento non va confusa con il fenomeno più complesso dell'illusione filmica, vale a dire quell'esperienza particolare per cui «mentre sappiamo che stiamo vedendo solo un film, tuttavia sperimentiamo quel film come un mondo pienamente realizzato».
Se i film che si propongono di rappresentare specifiche società diverse volte non ne riflettono perfettamente la fedeltà, la loro diffusione è praticamente universale, le storie che vengono raccontate sono basate il più delle volte sui grandi sentimenti a beneficio di tutta l'umanità. Il moltiplicarsi delle sale cinematografiche, favorite dall'introduzione dei sottotitoli o dal doppiaggio dei dialoghi, è oggi diventata secondaria rispetto al livello commerciale; le vendite dei diritti di diffusione sui canali televisivi sono innumerevoli e la loro messa a disposizione nei diversi formati domestici sono diventati le principali fonti di entrate per il cinema, con risorse che si sono rivelate colossali.
Secondo uno studio effettuato dalla ABN AMRO nel 2000, circa il 26% delle entrate provenivano dalla vendita dei biglietti nelle sale, il 28% provenivano dalla diffusione domestica, e il 46% invece provenivano dalle vendite nei formati domestici. Oggi, in assenza di statistiche, si può affermare che la parte riguardante l'Home video abbia largamente superato il 50% a livello mondiale: il che significa che attualmente la maggior parte della distribuzione dei film avviene in prevalenza in ambito privato domestico, mentre la visione collettiva del film nelle sale è diventata minoritaria, nonostante una specializzazione sempre più minuziosa dei generi cinematografici, che ha portato di conseguenza la tendenza di riunire più sale di varia capienza in una sola struttura creata appositamente, definita cinema multisala, che in realtà fece la loro prima comparsa a livello quasi sperimentale in Canada nel 1957, al quale si aggiunge un rispolvero, ulteriormente perfezionato, del cinema tridimensionale.

### Teorie del cinema

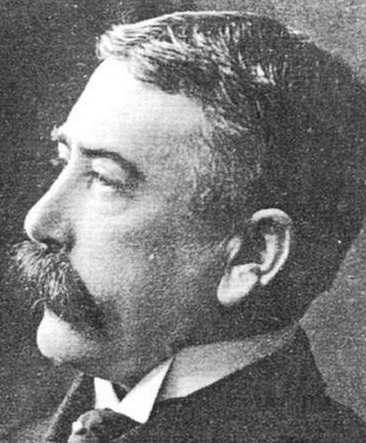
Il lavoro del linguista Ferdinand de Saussure ha stabilito l'inizio di qualsiasi analisi strutturale della narrazione cinematografica

I teorici del cinema cercarono di sviluppare alcuni concetti e studiare il cinema come un'arte. Derivato dalle tecnologie dell'epoca, pur essendo un sintomo o una causa di tale modernità riferita all'epoca nella quale nacque, i suoi principi tecnici, come il montaggio o le riprese, hanno rivoluzionato le modalità di rappresentazione nelle arti figurative e della letteratura. Per formare e comprendere questa nuova rappresentazione artistica, il cinema aveva bisogno di teorie.
In Materia e memoria (Matiére et mèmoire), nel 1896, il filosofo francese Henri-Louis Bergson anticipa lo sviluppo teorico in un'epoca nella quale il cinema era visto soprattutto come opera visionaria. Esprime anche la necessità di riflettere sull'idea del movimento, e quindi inventò il termine «immagine in movimento» e «immagine-tempo». Tuttavia, nel 1907, nel suo saggio L'illusion cinématographique, contenuto in L'Évolution créatrice, egli rifiuta il cinema come esempio di spiritualismo. Molto più tardi, in L'immagine movimento. Cinema 1 (1983) e L'immagine tempo. Cinema 2 (1983) il filosofo Gilles Deleuze citerà Matérie et Mémoire come base della sua filosofia del cinema riesaminando i concetti di Bergson unendoli con la semiotica di Charles Peirce.
È nel 1911, in La nascita della sesta arte che il critico Ricciotto Canudo (che dieci anni dopo ridefinirà il cinema come settima arte) delinea le prime teorie tirandosi dietro quella che definì "l'era del silenzio" e concentrandosi principalmente a definire gli elementi cardine. Il lavoro e le innovazioni continue dei realizzatori di films favorirono il vantaggio per riflessioni più approfondite. Louis Delluc coniò il termine Fotogenia. Germaine Dulac e Jean Epstein, i quali ritengono che il cinema sia un mezzo per soddisfare e riunire il corpo con lo spirito, sono i principali artefici dell'avanguardia francese, seguite a ruota dalle teorie tedesche le quali, influenzate dalla corrente dell'Espressionismo, rivolgono le loro attenzioni verso l'immagine. Va notato il parallelo con la Psicologia della Gestalt, che nacque e si sviluppò tra la fine del XIX secolo e l'inizio del XX secolo sotto l'egida di Ernst Mach.
Dalla parte sovietica, teorici e cineasti ritengono il montaggio come l'essenza del cinema. Il tema privilegiato di Sergej Michajlovič Ėjzenštejn è la creazione sotto tutti i suoi aspetti di una teoria generale del montaggio sotto la quale si possa prendere in considerazione la nascita di un linguaggio di concetto-immagine, rivelatrici sia l'uno che l'altro delle loro identità e del pensiero. Dal canto suo, Dziga Vertov si farà portavoce delle novità del futurismo. La sua teoria, corrispondente al montaggio di frammenti con piccole unità di senso, prevede la distruzione di tutta la tradizione narrativa per sostituirla con una "fabbrica di fatti", una concezione radicale per il cinema di allora. Il montaggio narrativo tipico americano, messo in teoria da Vsevolod Illarionovič Pudovkin, alla fine prevarrà in tutto il cinema a livello mondiale.
La teoria formalista del cinema, promulgata da Rudolf Arnheim, Béla Balázs e Siegfried Kracauer, sottolinea il fatto che l'opera filmica è diversa dalla realtà, e va considerata come un'opera d'arte vera e propria. Anche Lev Vladimirovič Kulešov e Paul Rotha sostengono che il film è un'opera d'arte. Dopo la seconda guerra mondiale, il critico e teorico André Bazin si schiera contro questa tesi sostenendo che l'essenza del cinema risiede nella sua capacità di riprodurre meccanicamente la realtà e non nella differenza tra il vissuto reale e la realtà filmica, ossia l'illusione filmica. Bazin formulò così la sua teoria del cinema realistico virando verso un approccio ontologico del cinema. Se l'immagine fotografica ha il suo fine nel catturare l'essenza di un singolo momento, l'immagine cinematografica ha il suo scopo nel perseguire l'oggettività dell'immagine fotografica, catturando l'essenza di momenti diversi. Troviamo questa teoria in diverse occasioni e con svariate varianti, come in Le temps scelle del regista Andrej Tarkovskij o combinandolo con l'ermeneutica filosofica di Hans-Georg Gadamer e nel saggio La tentation pornographique di Matthieu Dubosc. Al contrario di Bazin e dei suoi discepoli, Jean Mitry sviluppa la prima teoria del segno e significato del cinema, senza voler assimilare anche per analogia, l'immagine visiva e le strutture filmiche con il linguaggio verbale, così come la tentazione di confrontarlo con la semiotica quando, a partire dagli anni sessanta e settanta, le teorie del cinema vennero discusse da importanti accademici universitari. I concetti di discipline già affermate come la psicanalisi, lo studio dei generi, l'antropologia, la teoria letteraria, la semiotica e la linguistica, oltre al formalismo russo, la filosofia decostruttiva, la narratologia, la storia, ecc., convergono tutte nell'analisi testuale, dove si iniziano ad esaminare i dettagli delle strutture operative del film.
L'importanza di questi studi provoca, a partire dagli anni sessanta, una frattura profonda tra i teorici e i realizzatori delle pellicole. Questa autonomia tanto desiderata resterà comunque allo Stato embrionale: quando, nel 1966, Christian Metz propugna la teoria della «grande sintassi del film narrativo», una formalizzazione dei molteplici codici presenti nel linguaggio cinematografico, Jean-Luc Godard provvede a decostruire tali codici all'interno delle sue opere.

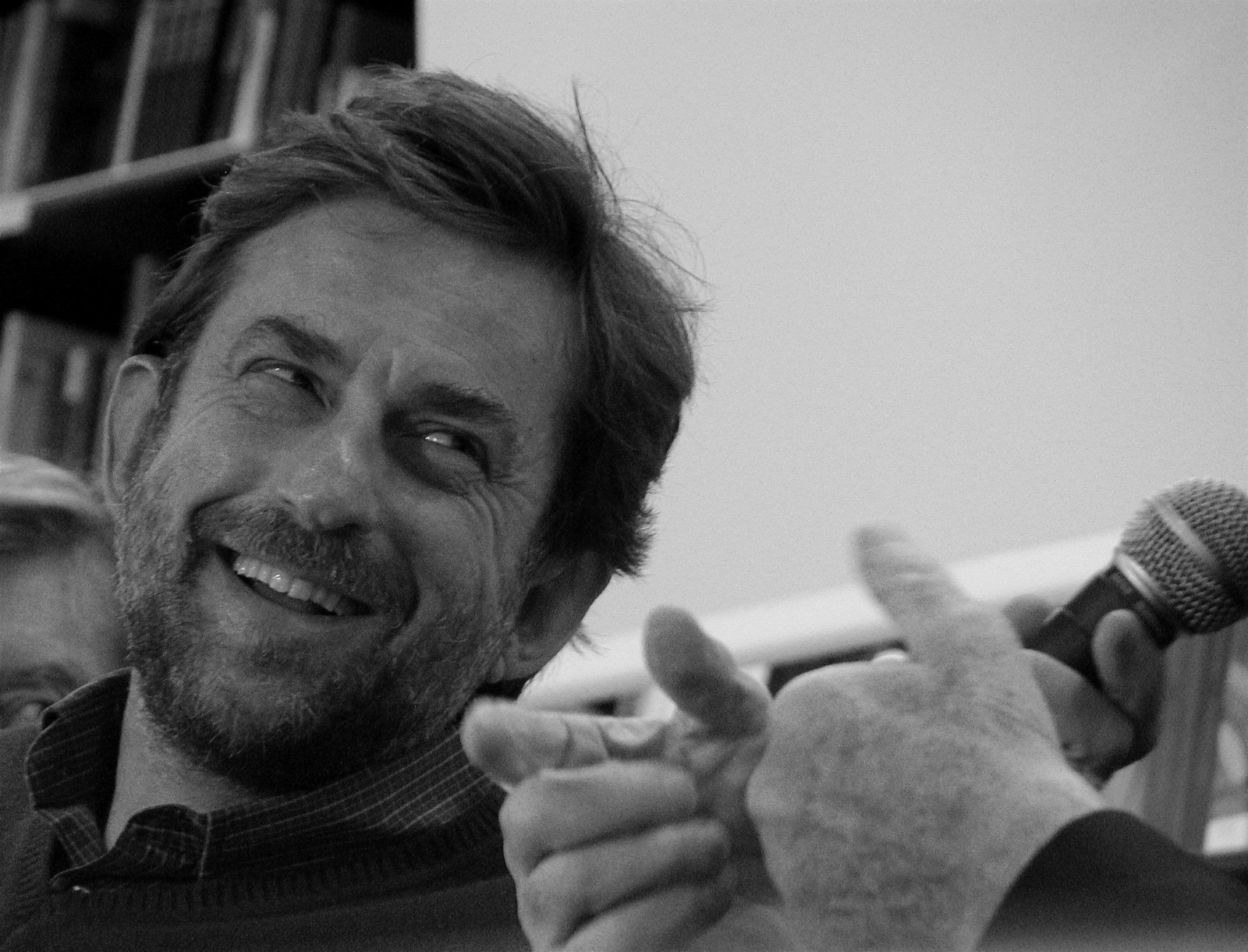
Nanni Moretti è uno dei cineasti fortemente influenzati dalle teorie sul cinema mentale

Gli anni ottanta mettono termine alla "guerra fredda" tra teorici e realizzatori. Nascono allora altre riflessioni, in particolare quelle orientate sulla narratologia, nonché una serie di teorie per la riscoperta del cinema delle origini, nelle quali gli studi del canadese André Gaudreault e dello statunitense Tom Gunning sono particolarmente esemplari. Nel corso degli anni novanta, la rivoluzione tecnologica portata dal sistema digitale avrà diversi impatti sui teorici del cinema. Da un punto di vista psicanalitico, dopo il concetto sul reale di Jacques Lacan, Slavoj Žižek offre nuovi orizzonti di riflessione per un'analisi del cinema contemporaneo. C'è stata anche una rivalutazione storica delle modalità di proiezione (il cinema non più proiettato soltanto in una sala buia su un grande schermo alla presenza di un pubblico, ma anche quello presentato in televisione, tramite Internet o in qualsiasi altro luogo, come predetto da Cesare Zavattini negli anni cinquanta; un film resta tale indipendentemente dal luogo in cui se ne usufruisce), nonché atteggiamenti e pratiche comuni del pubblico cinematografico, analizzato, oltre da Tom Gunning, anche da Miriam Hansen, Maria Koleva e Yuri Tsivian.
Nel cinema moderno, il corpo viene lungamente filmato molto prima che passi all'azione, ripreso come un corpo che resiste. Per questi cineasti, propugnatori del cinema mentale, è il cervello che va in scena; la violenza estrema viene ancora controllata mentalmente: i primi film di Benoît Jacquot sono fortemente impregnati da queste teorie. I personaggi del film ripiegano su se stessi, senza approfondimenti psicologici. Jacquot dichiarerà nel 1990, a proposito di La désenchantée: «Faccio film per essere vicino a chi i film li fa, gli attori. A volte alcuni giovani registi avrebbero costruito gli attori attorno al loro mondo. Non sto cercando di mostrare il mio mondo. Cerco di avvantaggiarmi guardando il mondo del cinema. È una sciocchezza sostenere che l'attore entra nella pelle del suo personaggio. Al contrario, sono i personaggi a entrare nella pelle dell'attore». Altri cineasti di fama internazionale, come André Téchiné, Alain Resnais, Nanni Moretti, Takeshi Kitano e Tim Burton sono stati influenzati dal cinema mentale.

### Movimenti e scuole cinematografiche

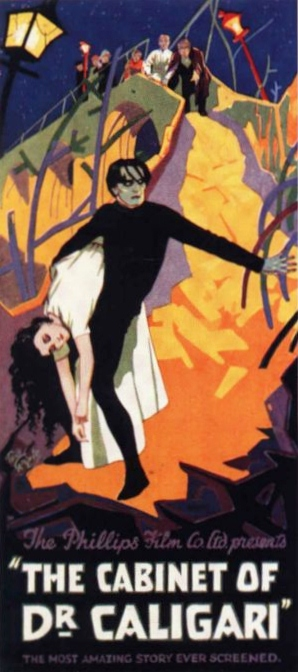
Il manifesto del film Il gabinetto del dottor Caligari (1920) considerato simbolo del cinema espressionista

Un movimento, raggruppato in una corrente, può essere inteso come un modo di classificare l'opera cinematografica. Heinrich Wölfflin inizialmente li definisce «sconvolgimenti del sentimento creativo». Gilles Deleuze rimarca nel suo saggio L'immagine in movimento come i movimenti cinematografici procedano di pari passo con i movimenti pittorici. Il cinema classico aveva lo scopo di rendere chiare le relazioni tra azione e reazione conseguente, ma nello stesso istante nascono nuovi movimenti.
All'inizio degli anni venti l'espressionismo, in pittura, deforma linee e colori per esprimere i sentimenti. Al cinema si esprime principalmente attraverso il metodo recitativo degli attori e con l'opposizione tra ombra e luce nell'immagine. Il cinema espressionista mette a confronto il bene e il male, come avviene nel film Il gabinetto del dottor Caligari diretto nel 1920 da Robert Wiene, uno dei primi film di questa corrente. Questo movimento si sviluppò in Germania, quando il paese si stava rimettendo faticosamente in piedi dopo la prima guerra mondiale, ma non riuscì a competere con il cinema hollywoodiano. Allora alcuni realizzatori degli studi cinematografici UFA, tentano di sviluppare un metodo per compensare la mancanza di appeal commerciale con l'adozione del simbolismo nell'impostazione scenica. Il lato astratto delle scenografie proviene, in primo luogo, dalla mancanza di risorse: le tematiche principali riguardano la follia, tradimenti e altre questioni spirituali, differenziandosi così dallo stile romantico e avventuroso propugnato dal cinema statunitense. Tuttavia, la corrente espressionista scomparve gradualmente, ma verrà ripresa in diversi film polizieschi degli anni quaranta e influenzerà in maniera decisiva dal secondo dopoguerra il noir e l'horror.
Poi arriva l'astrazione lirica, che a differenza dell'espressionismo, fonde il bianco con la luce senza alcun conflitto e propone un'alternativa che ispirerà in maniera decisiva i cineasti: l'estetica melodrammatica di Josef von Sternberg e Douglas Sirk, l'etica di Carl Theodor Dreyer e Philippe Garrel, le tematiche religiose e spirituali di Robert Bresson che confluiscono tutte nell'opera di Ingmar Bergman. Secondo l'astrazione lirica, il mondo intero viene osservato tramite uno sguardo, un volto attraverso il quale s'instaura un gioco a intermittenza dei movimenti di luci che mettono in evidenza le caratteristiche dei personaggi, i quali con questo stratagemma ci conducono nel loro universo personale. Sternberg, in I misteri di Shanghai (1941) dice: «Tutto può accadere in qualsiasi momento. Tutto è possibile. L'effetto è costituito da due componenti: la valorizzazione dello spazio bianco unito al potenziale intenso di quello che deve accadere lì».

La scena più celebre di Roma città aperta di Roberto Rossellini (1945), film simbolo del neorealismo

Durante gli anni cinquanta, il cinema scopre una nuova architettura dell'immagine, nella quale avviene una dissociazione tra immagine pura e azione rappresentata. Nasce la disarticolazione degli oggetti e dei corpi a partire dal dopoguerra immediato opponendosi alle convenzioni stabilite in precedenza. Il cinema di quell'epoca inizia a dare importanza alla semplice visione: l'immagine non è più costretta a ricercare significati occulti e scopi sui quali reggersi, diventando libera. In L'ora del lupo di Ingmar Bergman (1966) il personaggio di Johan Borg, interpretato da Max von Sydow, pronuncia: «Adesso lo specchio è rotto. È tempo che i pezzi comincino a riflettere», frase emblematica sia per la condizione del protagonista, che vive isolato in un mondo tutto suo privato, sia per il cinema stesso e la sua rottura definitiva con la rappresentazione classica dello spazio, facendo nascere una nuova idea formalista.
In Italia, tra il 1943 e il 1955, si sviluppò il neorealismo: introdotto da Luchino Visconti (Ossessione) e Vittorio De Sica (I bambini ci guardano), venne suggellato da Roberto Rossellini (Roma città aperta e Paisà) e idealmente chiuso dallo stesso De Sica (Il tetto) che firmò uno dopo l'altro quattro capolavori assoluti di questa corrente, scritti in collaborazione con Cesare Zavattini: Sciuscià, Ladri di biciclette, Miracolo a Milano e Umberto D.. Il cinema neorealista per la prima volta abbandona i teatri di posa per scendere a contatto con la gente comune in mezzo alle strade, accentuando grandemente la sensazione di realtà documentaria. Le persone filmate sovente sono attori non professionisti, anche a causa della scarsità dei mezzi di finanziamento; il regista punta maggiormente l'attenzione sulle persone più che sui personaggi, valorizzandole nel loro contesto sociale e nel loro insieme. Piuttosto che mostrare qualcosa, si preferisce la narrazione che spesso avviene in maniera cruda e spigolosa, ma poetica nel suo complesso. André Bazin si mostra subito entusiasta di questo movimento: il neorealismo appare come una sorta di liberazione, non solo per quanto riguarda il puro contesto storico, ma anche come liberazione dei vincoli cinematografici: si spingerà infatti ad affermare, a proposito di Ladri di biciclette, «Niente più attori, niente più storia, niente più messa in scena; cioè finalmente, nell'illusione estetica perfetta della realtà, niente più cinema». Di contro, Gilles Deleuze vede nel neorealismo una delimitazione tra immagine come movimento e immagine come tempo.
Durante gli anni cinquanta in Francia si sviluppò la Nouvelle Vague, termine coniato sul quotidiano L'Express da Françoise Giroud. Questa corrente si differenzia dalle precedenti per la vitalità delle intenzioni di rinnovamento del cinema francese. La Nouvelle Vague cerca di inserire la tematica del lirismo nella vita quotidiana rifiutando la bellezza fine a se stessa dell'immagine. Con la Nouvelle Vague, tecnologie più perfezionate permettono una diversa maniera di produrre e girare film: arriva sul mercato la camera Éclair che utilizza il formato a 16 millimetri di pellicola, più leggera e silenziosa, che permette riprese in esterno più aderenti alla realtà soprattutto grazie al miglioramento della resa sonora. Jean-Luc Godard è il principale esponente del movimento, ma il punto massimo di rottura tra il film girato nei teatri di posa e il film girato totalmente in esterni si verifica nel 1973 con Effetto notte (Nuit americaine) di François Truffaut. Il movimento della Nouvelle Vague trasgredisce persino alcune convenzioni universalmente standardizzate come la continuità, ad esempio in Fino all'ultimo respiro (Á bout de souffle) di Godard o ancora lo sguardo in macchina, un tempo interdetto. Entro tale ottica, i cineasti erano destinati a evidenziare il realismo: i ricordi dei personaggi si presentano interrotti e sovente frammentati, mai ordinati o netti.
In seguito, compare un nuovo movimento, che mette in evidenza la resistenza del corpo. In comparazione con le correnti precedenti, ciò che cambia sono le riprese cinematografiche del corpo, che viene filmato molto prima che entri in azione, come un corpo in resistenza. Qui il corpo non è più un ostacolo che separa il pensiero in sé; al contrario, acquista una nuova forza proprio nell'attesa del raggiungimento di nuovi traguardi. In qualche maniera, il corpo non attende; costringe il personaggio a una reazione che non avviene subito, ma viene dilatata nel tempo, oppure nei casi più estremi può non avvenire mai. Gilles Deleuze dichiarerà: «Noi non conosciamo esattamente cosa un corpo può fare: durante il sonno, in stato di ubriachezza, in tutti i suoi sforzi e resistenze, il corpo non è mai presente, può contenere apprensioni, attese, fatiche, persino disperazione. La fatica, l'attenzione e la disperazione fanno parte degli atteggiamenti del corpo».
La resistenza dei corpi si manifesta in maniera rimarcabile nell'intera opera di un esponente del movimento di rottura delle convenzioni e stilemi della Hollywood classica, John Cassavetes della New Hollywood. La macchina da presa è sempre in movimento, scorrendo parallela alle azioni degli attori. Attraverso l'immagine, lo spettatore ricerca lo sguardo del corpo in sequenze lunghissime. Analogamente, il ritmo diventa più frenetico al punto che comincia a non andare più di pari passo alle capacità visive degli spettatori. Esso risponde, così come l'arte informale alla costituzione di uno spazio che si può quasi toccare con mano, oltre che esplorarlo. Nel cinema di Maurice Pialat i suoi personaggi cercano di mostrare l'essenziale, deprivato di qualsiasi estetica per esibire la loro verità intima. Affermerà: «Il cinema rappresenta la verità nel momento in cui si effettuano le riprese». Per contro, i dialoghi restano onnipresenti, e ai giorni nostri restano una voce importante nell'economia del film. Tuttavia i dialoghi non spiegano i sentimenti dei personaggi ma sono funzionali all'azione pura, non sviluppano i loro pensieri dentro l'azione stessa.
All'inizio degli anni ottanta, Maria Koleva introduce il concetto del film libro. Nel 1995 i danesi Lars von Trier e Thomas Vinterberg lanciano attraverso un manifesto di dieci punti il movimento Dogma 95 in reazione alle superproduzioni e all'abuso degli effetti speciali. In esso, definiscono i vincoli per realizzare film all'interno del movimento, con alcune innovazioni radicali come l'abolizione della colonna sonora e l'adozione esclusiva della cinepresa a mano; accetta esclusivamente ciò che si svolge sullo schermo. Il movimento viene dichiarato sciolto nel 2005, dopo aver realizzato 35 film (o Dogmi).
Il cinema indiano costituisce un caso a sé stante: oltre a detenere il primato di industria cinematografica più prolifica del mondo, incluso il famoso "Bollywood", sviluppa un cinema principalmente musicale e cantato, dove il fatto recitativo passa in secondo piano, e una sorta di neoromanticismo occupa un posto di rilievo come pretesto per numeri cantati da solista o in duetto. La musica è perlopiù preregistrata, e mimata dagli attori, attraverso il procedimento del playback. Molti cantanti indiani giungono al professionismo e si occupano anche di doppiaggio. Più recentemente i cantanti e attori riescono a diventare essi stessi registi dei loro film, come Aamir Khan in Ghulam (1998) e Hrithik Roshan di Guzaarish (2010).

### Critica cinematografica
Un critico cinematografico, detto anche recensore, è una persona che esprime la sua opinione sul film attraverso un mass media come il giornale (quotidiano o settimanale), una rivista specializzata, in radio, nella televisione e su Internet. I critici più popolari e influenti hanno sovente determinato il successo di una pellicola, anche se sovente pubblico e critica non sono sempre andate d'accordo nel decretare il fallimento o meno di un film. Alcuni di loro hanno dato il nome a dei riconoscimenti, come il francese Louis Delluc e gli italiani Francesco Pasinetti, Filippo Sacchi, Pietro Bianchi, Guglielmo Biraghi e Domenico Meccoli; esistono inoltre diverse associazioni di critici che permettono l'assegnazione dei premi.

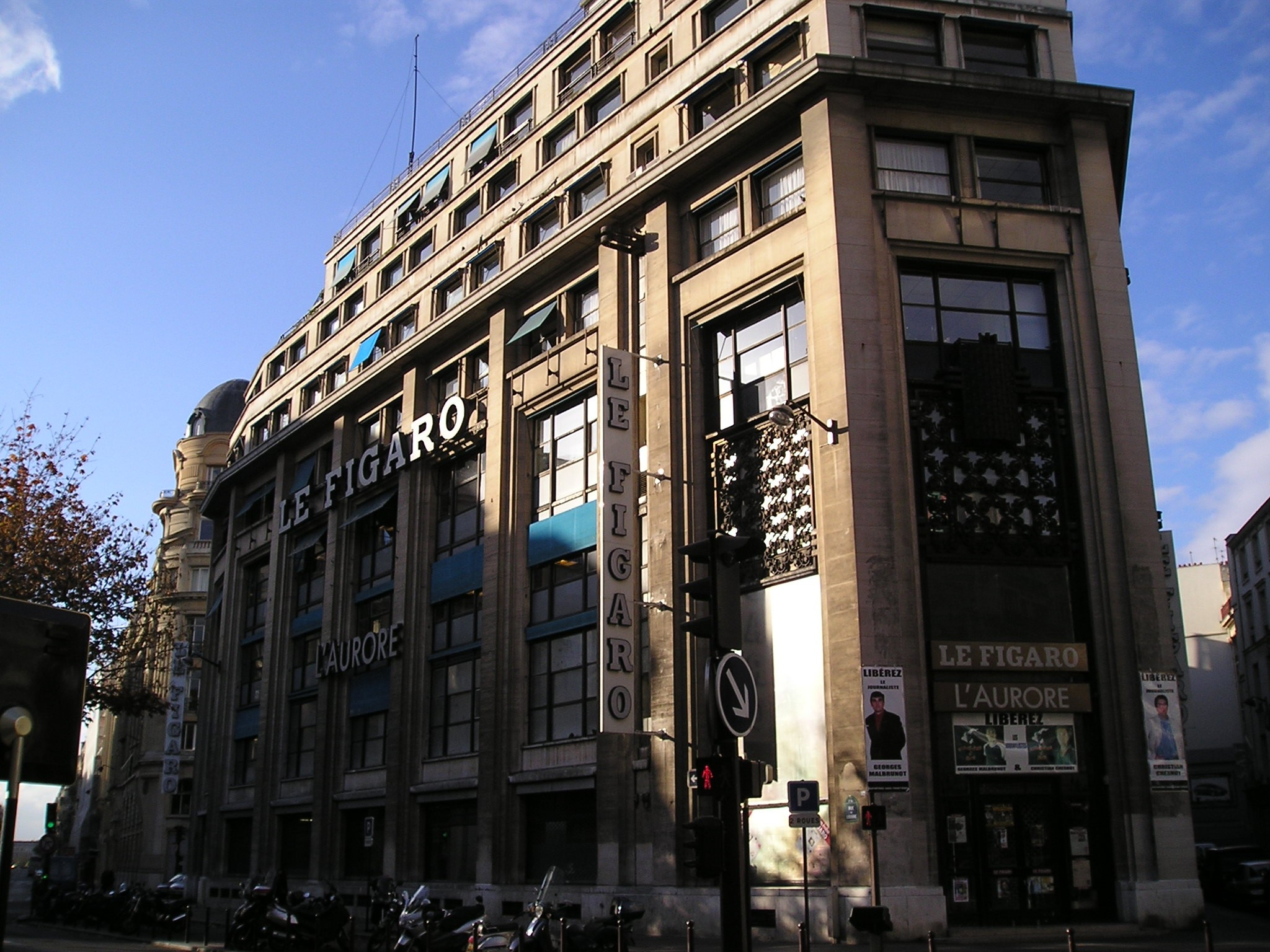
La sede del quotidiano Le Figaro, uno dei primi giornali a ospitare critiche cinematografiche

Il mestiere del critico cinematografico è da sempre stato piuttosto controverso: alcuni recensori potevano vedere gratis le pellicole prima della loro uscita nelle sale, nonché ricevere un compenso per scrivere un articolo. Tuttavia, quando il critico esprime un parere sul film, esprime soltanto un suo parere personale: deve (o dovrebbe) tenere conto di un eventuale successo ottenuto presso il pubblico anche nel caso in cui non venga incontro al suo personale gradimento, poiché ciascun film - e ciascun genere cinematografico - ha la sua fascia privilegiata di spettatori. In aggiunta, il recensore deve (o dovrebbe) essere in grado di indirizzare il lettore alla scelta del film da vedere, sia commerciale che artistico, mettendo in evidenza le caratteristiche di ciascuna pellicola, come il metodo della fotografia o la tecnica del montaggio, particolarità scenografiche o tecniche di ripresa, ponendo in rilievo le differenze riscontrate tra autori diversi e, a volte, antitetici tra loro.
La critica cinematografica ebbe inizio sin dalla nascita stessa del cinema, dal 28 dicembre 1895, quando le prime proiezioni organizzate dai fratelli Lumière iniziano a interessare la stampa, dapprima blandamente, poi con un interesse sempre maggiore. Fino agli inizi del XX secolo, la critica al film riguarda soltanto il lato tecnico, ospitata perlopiù sulle riviste di fotografia poiché all'epoca il film non era considerato un'arte importante e influente come il teatro. Nel 1912, sul quotidiano francese Le Figaro venne condotto il primo sondaggio sulla concorrenza sempre più spietata che il cinema opera in rapporto all'arte del palcoscenico. Fino ad allora, le critiche consistevano in aneddoti sulla lavorazione del film più o meno coloriti compiuti a scopo pubblicitario: del film si scrive unicamente per invogliare gli spettatori a entrare nelle sale cinematografiche.
Nel 1915, Louis Delluc visiona I prevaricatori (The Cheat) diretto da Cecil B. De Mille e rimane colpito dalla bellezza delle sue immagini. Decide di abbandonare la sua attività di poeta e romanziere per dedicarsi a quella che considera già una vera e propria arte: scrisse la sua prima recensione sulla rivista Film il 25 giugno 1917. Quindi convinse l'editore di Paris-Midi a dedicare al cinema lo spazio che meritava, dicendo: «Stiamo assistendo alla nascita di un'arte straordinaria». In seguito, i principali quotidiani francesi sviluppano rubriche interamente dedicate al cinema, come Le Petit Journal nell'autunno del 1921. Adesso la critica non riguarda più la pubblicità al film e la sua vendita, ma la sua analisi strutturale. In Italia fu uno studente diciottenne, Pietro Bianchi, il primo a scrivere su un film considerandolo un fatto artistico, con la pubblicazione della recensione del film Il circo di Charlie Chaplin, sulla Gazzetta di Parma del 28 aprile 1928, precedendo di un anno Filippo Sacchi.

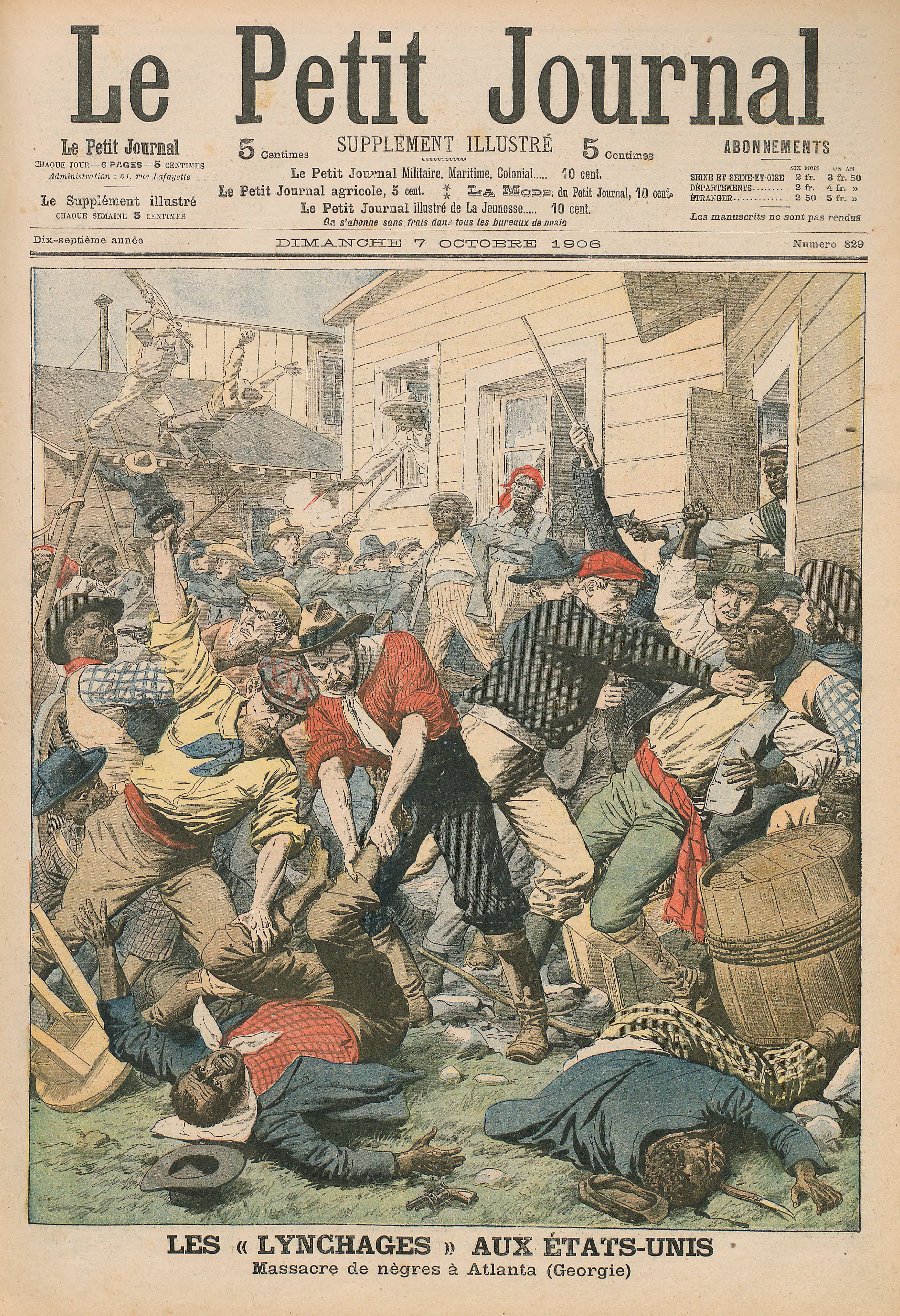
Una prima pagina del 1906 del quotidiano Le Petit Journal, primo giornale a dedicare una sezione alla critica cinematografica

Dopo la prima guerra mondiale, il cinema riesce a sopravanzare artisticamente il teatro. Tutti i quotidiani hanno uno spazio dedicato alla critica e vengono create le prime riviste specializzate, come Cinémagazine o Cinemonde, interessando inoltre il mondo accademico: si comincia ad esplorare il campo del cinema con studi, teorie e analisi sempre più approfonditi su approcci, metodi e discipline diverse, come compie il Journal of Film Studies. Nel dicembre 1943 André Bazin attaccò duramente il carattere del cinema dell'epoca, ancora culturalmente limitato, che dava ancora priorità al lato commerciale a scapito di quello artistico. Nel 1951 Joseph-Marie Lo Duca e Jacques Doniol-Valcroze fondano la rivista Cahiers du cinéma alla quale Bazin passa quasi subito a collaborare. Attraverso le loro critiche dichiarano di poter fare a meno delle altre riviste che tollerano tutti i film, anche quelli di scarsa qualità. L'influenza esercitata dalla rivista in Francia sarà enorme e svolgerà inoltre un ruolo determinante nella nascita del movimento della Nouvelle Vague, così come in Italia diversi collaboratori della rivista Cinema, promuovendo la realizzazione del film Ossessione di Luchino Visconti, pongono le basi per la nascita del neorealismo.
Data la popolarità sempre più crescente dei Cahiers, nascono altre riviste. La più importante fu Positif fondata a Lione nel 1952 da Bernard Chardère. Positif, per differenziarsi dalle altre riviste, non effettua soltanto la critica cinematografica ma sviluppa anche argomenti di storia del cinema. Tra i due periodici ben presto si svilupperà una forte rivalità, accentuata dal fatto di preferenza di un autore rispetto a un altro; un regista che piaceva ai recensori di una rivista era inviso ai collaboratori dell'altra. Nei casi di concomitanza delle preferenze su un singolo autore, si troveranno a discutere ferocemente per stabilire chi lo ammira per primo. Durante questo periodo viene creata la definizione di politica degli autori. Sempre nel 1952 in Italia, un collaboratore della rivista Cinema, Guido Aristarco, lasciò i compagni per fondare una sua rivista, Cinema Nuovo che diventerà il periodico principale della critica nostrana e influenzerà in maniera decisiva tutte le correnti critiche che verranno.
Parallelamente, in Canada nel 1955 il professore Leo Bonneville fondò a Montréal il periodico Séquences, tuttora in attività, che si distingue per la sua ottica pluralista e che rimane a tutt'oggi la più antica rivista in lingua francese edita nel Nord America. Nel 1962, nel corso del Festival di Cannes nasce la Settimana internazionale della critica: i recensori e gli storici del cinema stanno diventando sempre più popolari presso i cinefili, i quali apprezzano la disapprovazione contro alcune decisioni della censura francese. Nel 1980, con l'affermazione della televisione e il declino della sala cinematografica, anche la critica segna il passo e diverse riviste sono costrette a chiudere per mancanza di fondi. Ai nostri giorni un recensore, sia esso professionista o dilettante, può pubblicare la sua critica su Internet, sia a pagamento che gratuita. Anche se col tempo il loro lavoro ha perso molta dell'importanza di cui godeva, la figura del critico mantiene una certa influenza e può contribuire a creare o distruggere la reputazione di un film. Nel frattempo vengono organizzate associazioni di critici che premiano annualmente i film più meritevoli in occasione di diversi Festival. Citiamo in particolare le statunitensi New York Film Critics Circle Awards e la National Society of Film Critics, la britannica London Critics Circle Film Awards, la francese FIPRESCI e l'italiano SNGCI.

### Cinefilia

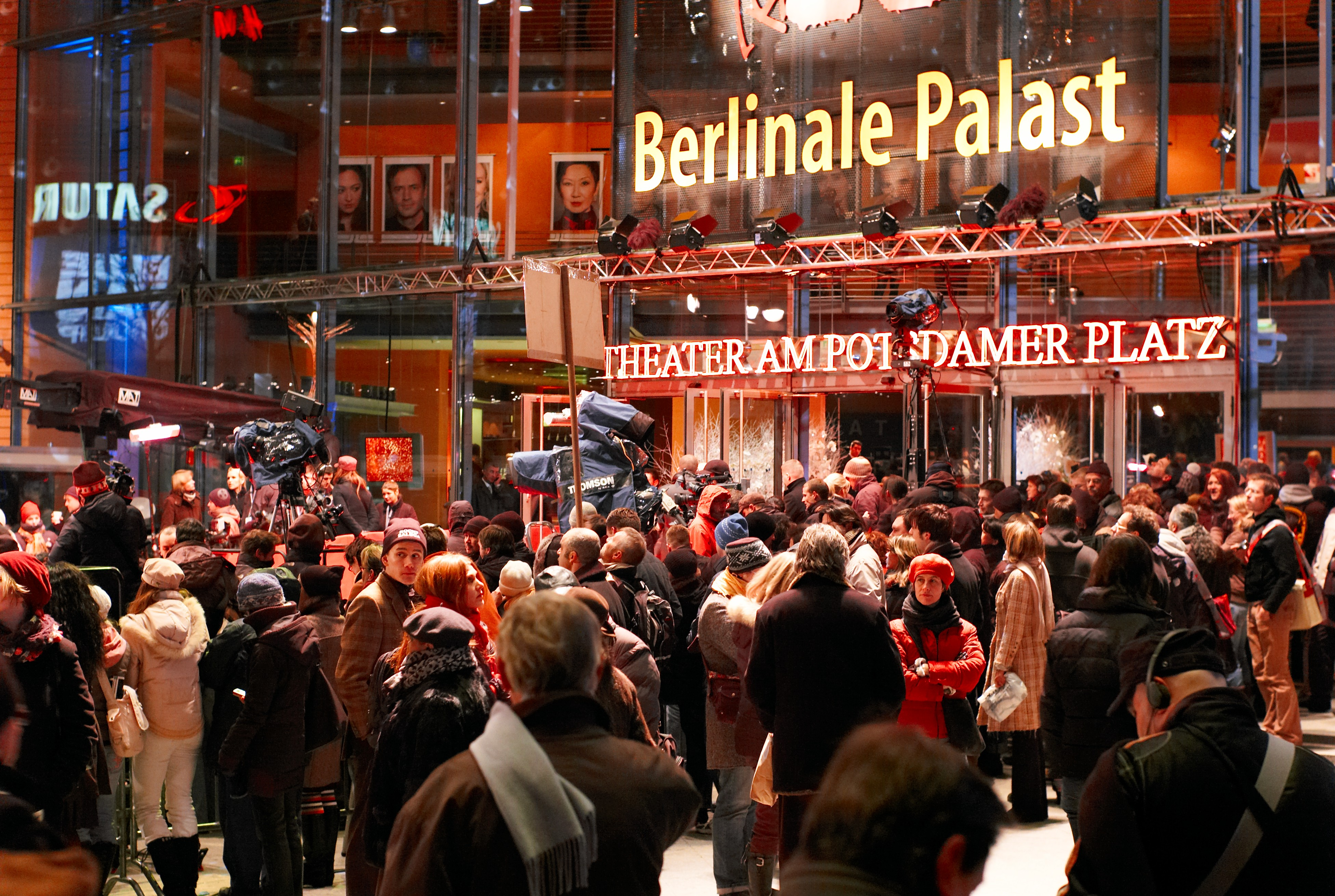
Folla di spettatori al Festival di Berlino del 2007

La cinefilia è un termine il cui significato comune è «amore per il cinema». Ai nostri giorni, l'espressione di questa passione per il cinema può essere molteplice; in ogni caso, il termine è stato utilizzato originariamente per descrivere un movimento culturale e intellettuale francese che si è sviluppato tra la metà degli anni quaranta e la fine degli anni sessanta. Comunemente, si definisce cinefilo la persona che dedica una parte importante del suo tempo a guardare film e a studiare l'arte cinematografica. Inoltre, un appassionato di cinema può anche fare raccolta e collezionare manifesti, locandine, riviste inerenti al cinema e altri oggetti collaterali. In ragione del suo carattere potenzialmente coinvolgente, la cinefilia è paragonata da André Habib a «una vera e propria malattia, ferocemente infettiva, della quale non si può sbarazzarsi facilmente».
L'evoluzione del fenomeno della cinefilia è andato di pari passo con l'evoluzione del cinema. C'è stato un tempo in cui, una volta completato il processo distributivo nelle sale cinematografiche una pellicola, inizialmente composta di materiale infiammabile, scompariva dalla circolazione. Una volta usciti, i film non erano più in grado di essere visti, a meno di voler condurre ricerche capillari attraverso diverse cineteche. Per il cinefilo, quindi, risultava difficile osservare l'evoluzione degli stili cinematografici. Oggi, salvo alcune eccezioni, per la maggior parte dei film il problema di un loro recupero non si presenta in quanto vengono presentati sul piccolo schermo oppure pubblicati in DVD o Blu-Ray Disc. Tuttavia, nonostante gli sforzi compiuti, ancora una percentuale significativa della cinematografia risulta di difficile accesso; gli spettatori e i cinefili possono dunque attendere persino diversi anni per poter vedere un film raro, il più delle volte restaurato da qualche Cineteca, in qualche Festival del Cinema o nelle ristampe sui supporti digitali sopra citati, spesso arricchiti di materiale supplementare a volte di assoluto interesse. La lista di film ritrovati e quella dei film da recuperare - per tacere di quelli che si possono considerare definitivamente perduti - è molto lunga e certamente non esauriente.

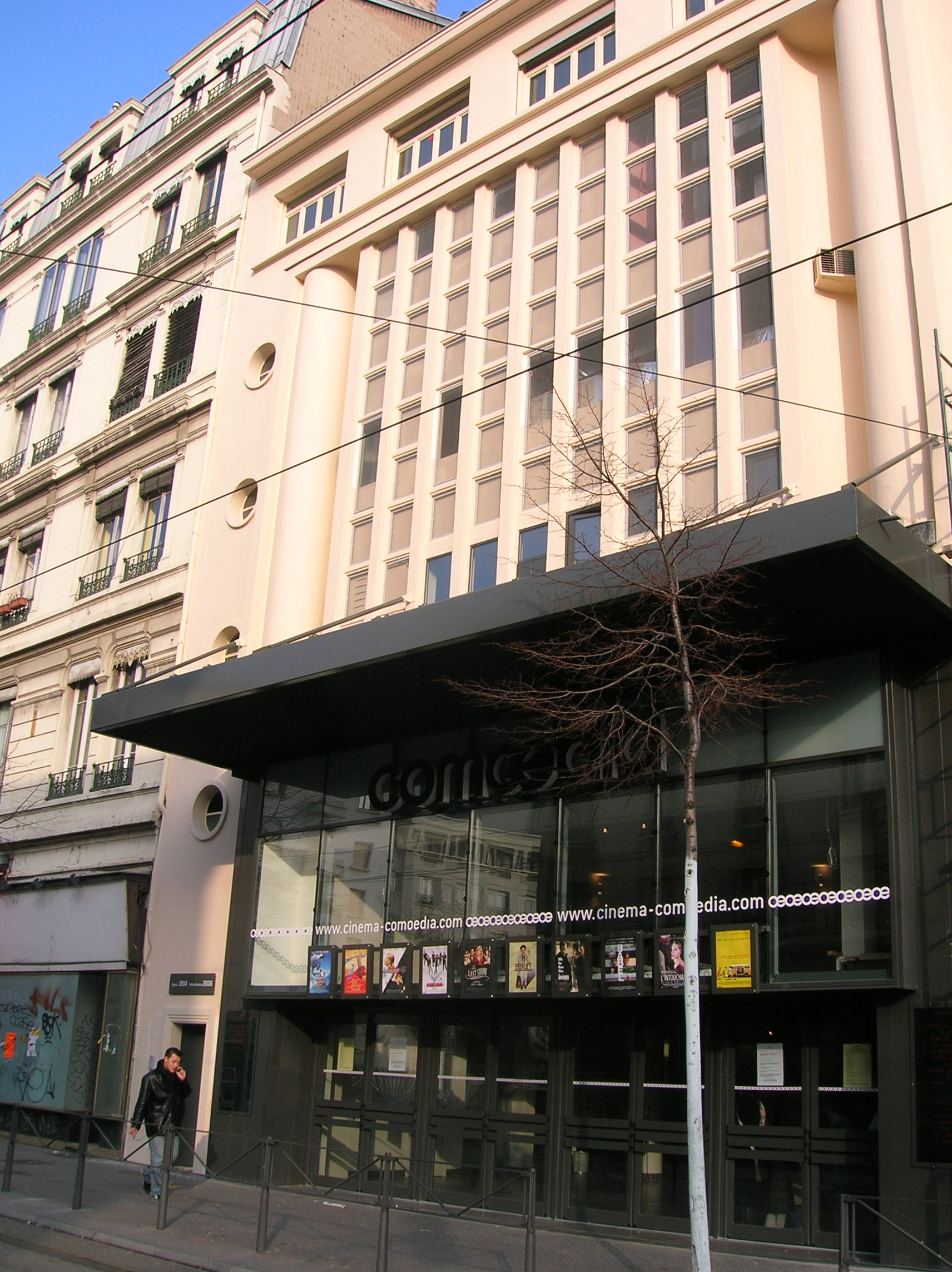
L'ingresso del cinema Comoedia, frequentato dai cinefili lionesi

L'accademico e storico francese Jean Tulard dice: «Per il vecchio appassionato di cinema era raro vedere un film in commercio, in quanto una pellicola, una volta esaurito il ciclo di proiezioni, scompariva. Non c'erano, come adesso, 40 canali televisivi dedicati al cinema. Non esistevano neppure le videocassette o i DVD. Un film che per una lunga serie di motivi mancava l'appuntamento con la distribuzione era un film difficile da vedere. Ciò significava, per i cinefili, sobbarcarsi sforzi economici per recarsi a vedere il film in qualche cineteca che spesso era in un'altra nazione, e ciò spiega perché i cinefili più anziani si definiscono figli della Cinémathéque, vale a dire figli di Henri Langlois, più precisamente quelli che persero la visione di molti di questi film». D'altra parte, fino a un certo punto per un cinefilo è stato possibile vedere la gran parte del patrimonio cinematografico mondiale. Questo è stato il caso con molti spettatori francesi tra gli anni quaranta e gli anni sessanta. Al giorno d'oggi, tenuto conto della crescita quasi esponenziale della produzione dei film dalla data di nascita del cinema, anche dedicandoci una vita intera gli spettatori possono vederne soltanto una piccola parte. Per gli spettatori contemporanei la scelta dei film da vedere avviene tra un approccio qualitativo (visionare soltanto i film che hanno avuto un riconoscimento, un premio, oppure attraverso altri criteri soggettivi) oppure l'approccio quantitativo, ossia cercare di visionare il maggior numero di film prodotti; in quest'ultimo caso si può parlare di cinefagia.
Il fenomeno della cinefilia ha avuto molte altre influenze: la più importante fu la nascita dei cineclub sviluppati appositamente per riunire gli appassionati del cinema: allo studio e discussione sulla storia e le tecniche cinematografiche si accompagnò generalmente la visione di un film. Diversi membri di un cineclub hanno gli stessi interessi e programmano le proprie discussioni, dibattiti o proiezioni. Nel corso del tempo, il concetto di cineclub si è evoluto e si è ampliato anche ad altre attività sociali e culturali. Si è adattato bene anche a programmi educativi, come i "Ciné-gouters", attraverso obiettivi culturali come i "Ciné-philo" che lega il cinema alla filosofia, o ancora attraverso l'organizzazione di eventi non a scopo di lucro, serate tematiche denominate "Ciné-party".
Passata la seconda metà del XX secolo, l'arrivo dei nuovi media sconvolgerà le abitudini un tempo consolidate dei cinefili. Il televisore, il videoregistratore, il DVD, il Blu-Ray Disc e Internet diventeranno presto popolari anche per il cinefilo più esigente; in Italia in particolare, il primo media sopra citato godrà del picco di diffusione proprio nel momento di massima espansione dei cineclub. La loro crescente popolarità avrà serie ripercussioni sulla frequentazione delle sale cinematografiche, che inizierà a diminuire costantemente. Come si può notare dalla seguente tabella, in Italia avrà un crollo verticale dalla metà degli anni ottanta, mentre negli altri paesi in cui il cinema gioca un ruolo significativo la brusca diminuzione avverrà venti anni prima.
| Nazione               | 1950 | 1955 | 1965 | 1975 | 1985 | 1995 | 2000 | 2005 |
| --------------------- | ---- | ---- | ---- | ---- | ---- | ---- | ---- | ---- |
| Germania              | 10,2 | 15,1 | 5,1  | 2,3  | 1,8  | 1,5  | 1,9  | 1,54 |
| Stati Uniti d'America | 20,5 | 14,2 | 6,6  | 4,6  | 5,1  | 4,8  | 5,2  | 4,7  |
| Francia               | 8,9  | 9,1  | 5,3  | 3,5  | 3,2  | 2,3  | 2,9  | 2,98 |
| Italia                | 14,2 | 16,7 | 12,5 | 8,9  | 2,2  | 1,6  | 1,6  | 1,86 |
| Giappone              | 13,9 | 13,6 | 3,9  | 1,7  | 1,2  | 1,0  | 1,1  | 0,9  |
| Gran Bretagna         | 29   | 26   | 6,7  | 2,1  | 1,3  | 2,0  | 2,4  | 2,73 |

### La produzione cinematografica

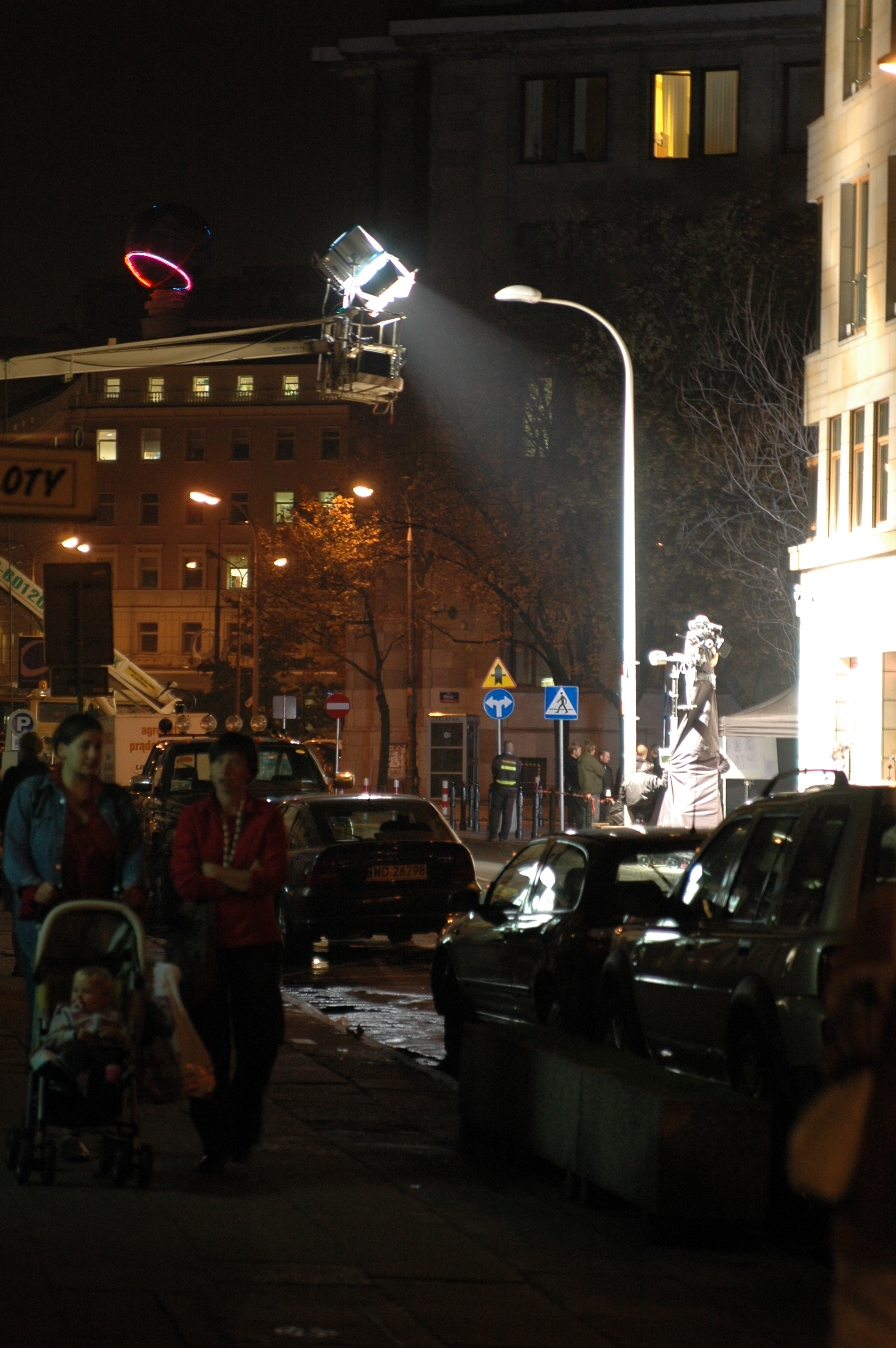
La realizzazione di un film nelle strade di Varsavia

Se la proiezione di un film è una cosa tutto sommato semplice ed economica, la sua creazione invece è una vera e propria impresa che in generale richiede la coordinazione di una troupe di centinaia di persone, l'impiego di macchinari e attrezzature molto costose, la pianificazione di molte attività diverse, a volte contemporanee, e l'investimento di grosse somme di denaro: girare (creare) un film in modo professionale, anche in economia, costa comunque cifre dell'ordine del milione di euro. A fronte di questi costi e di queste difficoltà un film riuscito, che ha successo, può rendere cifre straordinarie. D'altra parte, se il film non piace, la perdita è molto grave. Bisogna dire che con l'avvento del digitale però l'abbattimento dei costi di realizzazione dei film è notevole, ed è possibile girare film con piccole troupe, a volte anche composte da sei o sette persone.
In generale, le fasi della produzione sono: lo sviluppo del progetto, la pre-produzione, la lavorazione e la post-produzione.

## Gli aspetti più importanti del cinema

### Regia
La regia cinematografica è quella fase di lavorazione attraverso la quale si passa dalla sceneggiatura al film vero e proprio, ossia "dalla carta allo schermo". Questa fase include particolarmente le scelte artistiche della narrazione, l'organizzazione e la durata delle inquadrature. All'inizio di questa fase viene realizzato lo storyboard che permette di visualizzare con una serie di disegni l'idea della regia del futuro film.

### Soggetto e sceneggiatura
La produzione di un film parte generalmente da un'idea. Lo sviluppo di questa idea porta alla stesura del soggetto, una prima bozza di quello che potrebbe diventare il copione di un film. Il soggetto, contenente solo lo svolgimento della vicenda in linea di massima, è presentato a uno o più produttori. Se ci sono i presupposti per uno sviluppo del progetto, il soggetto viene tramutato in sceneggiatura. Questo secondo processo è decisamente più lungo e delicato del precedente, e richiede delle buone conoscenze tecniche: una buona sceneggiatura, infatti, getta le basi per una buona riuscita del prodotto finale. Lo svolgimento dell'azione narrato nel soggetto viene elaborato e raffinato, creando il copione finale del film.

### Fotografia
La fotografia cinematografica ha un ruolo fondamentale nella produzione di un film, essendo la responsabile principale dell'aspetto estetico finale del prodotto. Il direttore della fotografia è uno dei collaboratori più stretti e importanti del regista. Insieme decidono la composizione e il taglio dell'inquadratura, a che distanza inquadrare un soggetto, con quale angolo di ripresa, ecc. In base alla scena che si vuole riprendere, si deciderà, ad esempio, se effettuare una carrellata, una panoramica, un primo piano, un campo lungo, ecc. La vicinanza o meno della macchina da presa può influire, infatti, sulla carica emotiva della scena: ad esempio, inquadrando il volto di un attore o una scena di guerra. In questo contesto, possiamo affermare che la fotografia è l'arte di "raccontare per immagini", ed è parte integrante di quello che è definito come "il linguaggio cinematografico".

### Montaggio
Il montaggio è solitamente considerato l'anima del cinema e parte essenziale della messa in scena operata dal regista. Il primo a rendere evidenti le potenzialità del montaggio fu David W. Griffith nel film La nascita di una nazione, ove teorizzò gli elementi alla base del "linguaggio cinematografico": inquadratura, scena e sequenza.
Grande attenzione al montaggio venne riservata dai registi sovietici degli anni venti.
Lev Vladimirovič Kulešov e Sergej Michajlovič Ėjzenštejn furono i principali teorici del montaggio. Kulešov dimostrò l'importanza del montaggio nella percezione del film attraverso un famoso esperimento. Facendo seguire sempre lo stesso primo piano dell'attore Ivan Il'ič Mosjoukine di volta in volta a un piatto di minestra, un cadavere o un bambino, rese evidente che lo spettatore avrebbe letto nel volto fame, tristezza o gioia. Questo prende il nome di Effetto Kulešov. Ejzenštejn invece teorizzò il "Montaggio delle attrazioni". Nel 1923 pubblicò un saggio in cui anticipava la pratica che avrebbe usato poi nelle sue pellicole. Nei suoi lavori, come Sciopero! (1925) o La corazzata Potëmkin (1925), il regista inserì varie immagini non diegetiche, cioè estranee al testo filmico rappresentato, ma che per la loro capacità di esemplificazione potevano essere associate alle scene. Ad esempio, in Sciopero!, la soppressione della rivolta viene mostrata attraverso lo sgozzamento di un bue. Praticò un'estrema frammentazione delle inquadrature, per cui un unico gesto viene mostrato da più angolazioni. Questo metodo di Montaggio si contrapponeva al montaggio classico o invisibile. Hollywood infatti attraverso i campo-controcampo o i raccordi sullo sguardo cercava di rendere il montaggio il più fluente possibile.
Il montatore segue le indicazioni del regista, che supervisiona il lavoro, e procede a visionare il girato tagliando le inquadrature utili e unendole tra loro. Tutte le scene, girate secondo le esigenze della produzione, sono poi montate nell'ordine previsto dalla sceneggiatura, o in altro ordine che emerge secondo le necessità della narrazione. Non sono rari casi di film completamente rivoluzionati in fase di montaggio, rispetto a come erano stati scritti (ad esempio Il paziente inglese, scritto e diretto da Anthony Minghella, montato da Walter Murch, autore, fra l'altro, di un importantissimo testo di teoria del montaggio, In un batter d'occhi).

### Colonna sonora
Con il termine colonna sonora ci si riferisce solitamente alle musiche di un film, ma il termine comprende l'audio completo (con dialoghi e effetti sonori). Dal punto di vista "fisico", la colonna sonora è l'area della pellicola cinematografica (il vero film) dedicata alla registrazione dell'audio rappresentata (nella lettura ottica) da una fascia sulla quale viene impressa una variazione continua della densità dei grigi oppure una doppia linea spezzata, visibile come un fitto zigzag. Nel caso di lettura magnetica, la fascia (o pista) su cui è inciso il "sonoro" non è parte integrante della pellicola, ma è ad essa incollata ed è costituita da una sottile banda di nastro magnetico. Mentre la banda ottica è - una volta registrata - fissa e immutabile, la banda magnetica si presta a manipolazioni, re-registrazioni, cancellazioni, sovrapposizioni. La banda ottica subisce gli stessi processi di degrado di tutta la pellicola, compresi graffi e macchie, e ne segue in definitiva la "vita". La pista magnetica, invece, è molto più delicata: è suscettibile di smagnetizzarsi, con la conseguente cancellazione del suo contenuto, ma anche di scollarsi dal supporto; in questo caso il reincollaggio è praticamente impossibile. Ne consegue che la pista ottica è di gran lunga la più usata, mentre la pista magnetica rimane prerogativa dei film a passo ridotto di tipo familiare (Super8). La colonna sonora di un film accompagna e sottolinea lo svolgimento della pellicola, e le musiche possono essere "originali" e non (due categorie premiate distintamente).

### Effetti speciali
Gli effetti speciali sono una delle caratteristiche peculiari del cinema fin dai tempi del regista francese Georges Méliès, inventore dei primi rudimentali effetti visivi, ottenuti tramite un sapiente montaggio e lunghe sperimentazioni. Gli effetti sono stati poi progressivamente perfezionati grazie all'introduzione di nuove tecnologie, passando attraverso diverse fasi di sviluppo, fino ad approdare ai moderni effetti basati sulla grafica computerizzata, la quale ha rivoluzionato l'industria cinematografica liberando la fantasia di sceneggiatori e registi. Nonostante questo, molti degli effetti dipendono ancora oggi dall'estro di coreografi, controfigure, truccatori, disegnatori, ecc.
Gli effetti speciali sono realizzabili sia durante le riprese sia in post-produzione, e sono classificabili in "visivi" e "sonori", e anche in "effetti fisici" ed "effetti digitali".

## Cinematografie nazionali
- Cinema argentino
- Cinema britannico
- Cinema cileno
- Cinema cinese
- Cinema coreano
- Cinema francese
- Cinema giapponese
- Cinema indiano
- Cinema iraniano
- Cinema italiano
- Cinema messicano
- Cinema russo
- Cinema spagnolo
- Cinema statunitense
- Cinema svedese
- Cinema tedesco
- Cinema sovietico

## Premi cinematografici
- Premio Oscar
- Leone d'Oro
- Palma d'oro
- Orso d'Oro
- David di Donatello
- Screen Actors Guild Awards
- Golden Globe
- BAFTA
- Premio Emmy
- Tony Award
- Grammy Award
- MTV Movie Award

## Festival cinematografici
- Festival di Cannes
- Festival internazionale del cinema di Berlino
- Mostra del Cinema di Venezia
- Festa del Cinema di Roma
- Festival del film Locarno

## Scuole di cinema statali
- Centro Sperimentale di Cinematografia
- Istituto Cine-TV Roberto Rossellini[25]

## Scuole di cinema private
- Roma Film Academy[26]